# Wallace i Gromit: Velika povrtna zavjera
Velika povrtna zavjera britanska je animirana komedija iz 2005. godine, nagrađena Oscarom za najbolji animirani film. Riječ je o prvom dugometražnom filmu u kojem se pojavljuju likovi iz kratkih filmova o Wallaceu i Gromitu.

## Radnja
U gradu u kojem žive Wallace i Gromit bliži se najveći događaj godine: Godišnje natjecanje golemog povrća. Svi se trude zaštititi svoje usjeve od zečeva, a u tome im pomaže organizacija Anti-Pesto koju vode Wallace i Gromit, koji imaju problem: ne znaju kuda sa zarobljenim zečevima. Izumivši spravu za ispiranje mozga, Wallace je odlučuje primijeniti na zečevima, kako bi ih mogao pustiti nazad u prirodu bez želje za uništavanjem povrća. No, nešto će poći po krivu...

## Filmska ekipa
- Nick Park i Steve Box, redatelji
- Peter Sallis kao glas Wallacea
- Ralph Fiennes kao glas lorda Victora Quartermainea
- Helena Bonham Carter kao glas lady Tottington

## Nagrade i nominacije
- Nominiran za nagradu Saturn u kategoriji najboljeg animiranog filma.

## Vanjske poveznice
- Službene stranice Wallacea i Gromita
- Stranica o službenom vozilu Wallacea i Gromita  Arhivirana inačica izvorne stranice od 4. ožujka 2016. (Wayback Machine)